# Notte di Capodanno a New-York
Notte di Capodanno a New-York (Wolf's Clothing) è un film muto del 1927 diretto da Roy Del Ruth. La sceneggiatura si basa su Wolf's Clothing, storia di Arthur Somers Roche apparsa a puntate su Hearst's International-Cosmopolitan dal maggio all'ottobre 1926.

## Trama
Scappato dal manicomio, il milionario Johnson Craigie ne combina di tutti i colori. Correndo per le strade di New York alla guida di un'auto, provoca lo svenimento di Barry Baline, una guardia della metropolitana che, dopo sei anni di lavoro senza una giornata di ferie, ha deciso di prendersi una notte di vacanza per l'ultimo dell'anno. A un ballo di capodanno, Barry viene scambiato da due malviventi per il milionario: drogato, viene rapito e portato con Minnie, la cameriera di una ricca signora, sull'East River. Mentre Minnie viene tenuta in ostaggio, Barry è mandato a prendere i soldi del riscatto che, dopo una serie di avventure, riesce ottenere da Craigie. Riesce poi a bloccare la banda su una chiatta, scappa dalla polizia e salva i passeggeri di un treno della metropolitana in fuga da Craigie.

Risvegliatosi in ospedale dove era stato ricoverato, Barry scopre che la ragazza del sogno non è altri che l'infermiera che si prende cura di lui.

## Produzione
Il film fu prodotto dalla Warner Bros.

## Distribuzione
Il copyright del film, richiesto dalla Warner Bros. Pictures, Inc., fu registrato il 12 gennaio 1927 con il numero LP23527.
Distribuito dalla Warner Bros., il film uscì nelle sale cinematografiche statunitensi il 15 gennaio 1927. La National Film-Verleih und Vertrieb lo distribuì nel 1929 in Germania con il titolo Unter falschem Namen.
Non si conoscono copie ancora esistenti della pellicola che viene considerata presumibilmente perduta.